# Copa Continental (KHL)
A Copa Continental (em russo:  Кубок Континента, Kubok Kontinenta), é o troféu dado ao vencedor da temporada regular da Liga Continental de Hóquei. Vence o clube que conquistar a maior pontuação durante a teporada regular. Foi criado na segunda temporada. Ironicamente, até a última temporada, nenhum de seus vencedores veio a conquistar a Copa Gagarin, troféu dado ao vencedor da KHL.

## Vencedores
| O | Membro da Conferência Oeste |
| L | Membro da Conferência Leste |

| Temporada | Time | Time                 | Jogos | Pontos | Copa Gagarin                                        |
| --------- | ---- | -------------------- | ----- | ------ | --------------------------------------------------- |
| 2009–10   | L    | Salavat Yulaev Ufa   | 56    | 129    | Derrotado na Final da Conferência (AKB)             |
| 2010–11   | L    | Avangard Omsk        | 54    | 118    | Derrotado na Semifinal da Conferência (MMG)         |
| 2011–12   | L    | Traktor Chelyabinsk  | 54    | 114    | Derrotado na Final da Conferência (AVG)             |
| 2012–13   | O    | SKA Saint Petersburg | 52    | 115    | Derrotado na Final da Conferência (DYN)             |
| 2013–14   | O    | Dynamo Moscow        | 54    | 115    | Derrotado nas Quartas-de-final da Conferência (LOK) |
| 2014–15   | O    | CSKA Moscow          | 60    | 139    | Derrotado na Final da Conferência (SKA)             |
| 2015–16   | O    | CSKA Moscow          | 60    | 127    | Derrotado na Final da Copa Gagarin (MMG)            |